# Tyko
Tyko (Tycko, Tycho m.fl.) är ett mansnamn. Namnets ursprung är lite oklart, men troligtvis är det en latinisering av det medeltida namnet Tyke (den danska och sydsvenska formen var Tyge), i sin tur sidoformer av namnet Toke ("tok"), som var ett vanligt vikinganamn.
En annan förklaring är att det skulle komma från grekiskans ty'che - "lycka", eller att det skulle vara en kortform av Torkel (formerna tykir eller tyki).
Namnet är ovanligt. 
Det fanns 31 december 2005 totalt 476 personer i Sverige med förnamnet Tyko, varav 119 hade det som tilltalsnamn.
År 2003 fick 20 pojkar namnet Tyko, varav 10 fick det som tilltalsnamn.
Namnsdag: I Sverige 29 april (Sedan 1774. 1993-2000 låg det dock på 28 april). I den finlandssvenska namnsdagslängden hade Tyko namnsdag 29 april 1929–1949.

## Personer med namnet Tyko/Tycho/Tyge
- Tyge Asmundsen, superintendent i Lunds stift 1560–1577
- Tycho Bergvall, regissör, make till Marianne Löfgren
- Tycho Brahe, dansk astronom
- Thyge Axelsen Brahe (hovman) (1593–1640), dansk godsägare och hovman
- Thyge Axelsen Brahe (riksråd) (död 1523), danskt riksråd
- Tycho Hedén, socialdemokratisk politiker i Uppsala
- Tycho de Hofman, dansk ämbetsman och författare
- Tyge Krabbe, dansk adelsman, marsk och riksråd
- Tycho Norlindh, professor i botanik
- Tyko Reinikka, finländsk politiker under andra världskriget
- Tyko Sallinen, finländsk konstnär
- Tycho Tullberg, professor i zoologi
- Tyko Vylka, nentsisk-sovjetisk konstnär och författare
- Tycho (musiker) (1976/1977–),  en amerikansk musiker

## Fiktiva figurer
- Tyko Gabriel Glas - en litterär huvudfigur i romanen Doktor Glas av Hjalmar Söderberg
- Varuhuschef Tyko Jonsson – svensk litterär karaktär